# Primarias del Partido Republicano de 2012 en Ohio
Las Primarias del Partido Republicano de 2012 en Ohio se hicieron el 6 de marzo de 2012 en el llamado Supermartes. Las Primarias del Partido Republicano fueron unas Primarias, con 66 delegados para elegir al candidato del partido Republicano para las elecciones presidenciales de Estados Unidos de 2012.  En el estado de Ohio estaban en disputa 66 delegados.

## Elecciones

### Resultados
| Primarias Republicanas de Ohio de 2012 | Primarias Republicanas de Ohio de 2012 | Primarias Republicanas de Ohio de 2012 | Primarias Republicanas de Ohio de 2012 |
| Candidato                              | Votos                                  | Porcentaje                             | Delegados nacionales                   |
| -------------------------------------- | -------------------------------------- | -------------------------------------- | -------------------------------------- |
| Mitt Romney                            | 456,513                                | 37.9%                                  | 38                                     |
| Rick Santorum                          | 446,225                                | 37.1%                                  | 21                                     |
| Newt Gingrich                          | 175,556                                | 14.6%                                  | 0                                      |
| Ron Paul                               | 111,238                                | 9.2%                                   | 0                                      |
| Rick Perry                             | 7,445                                  | 0.6%                                   | 0                                      |
| Jon Huntsman, Jr.                      | 6,428                                  | 0.5%                                   | 0                                      |
| Delegados no proyectados               | Delegados no proyectados               | Delegados no proyectados               | 3                                      |
| Total                                  | 1,203,405                              | 100.0%                                 | 66                                     |